# Piotr Firlej (wojewoda lubelski)

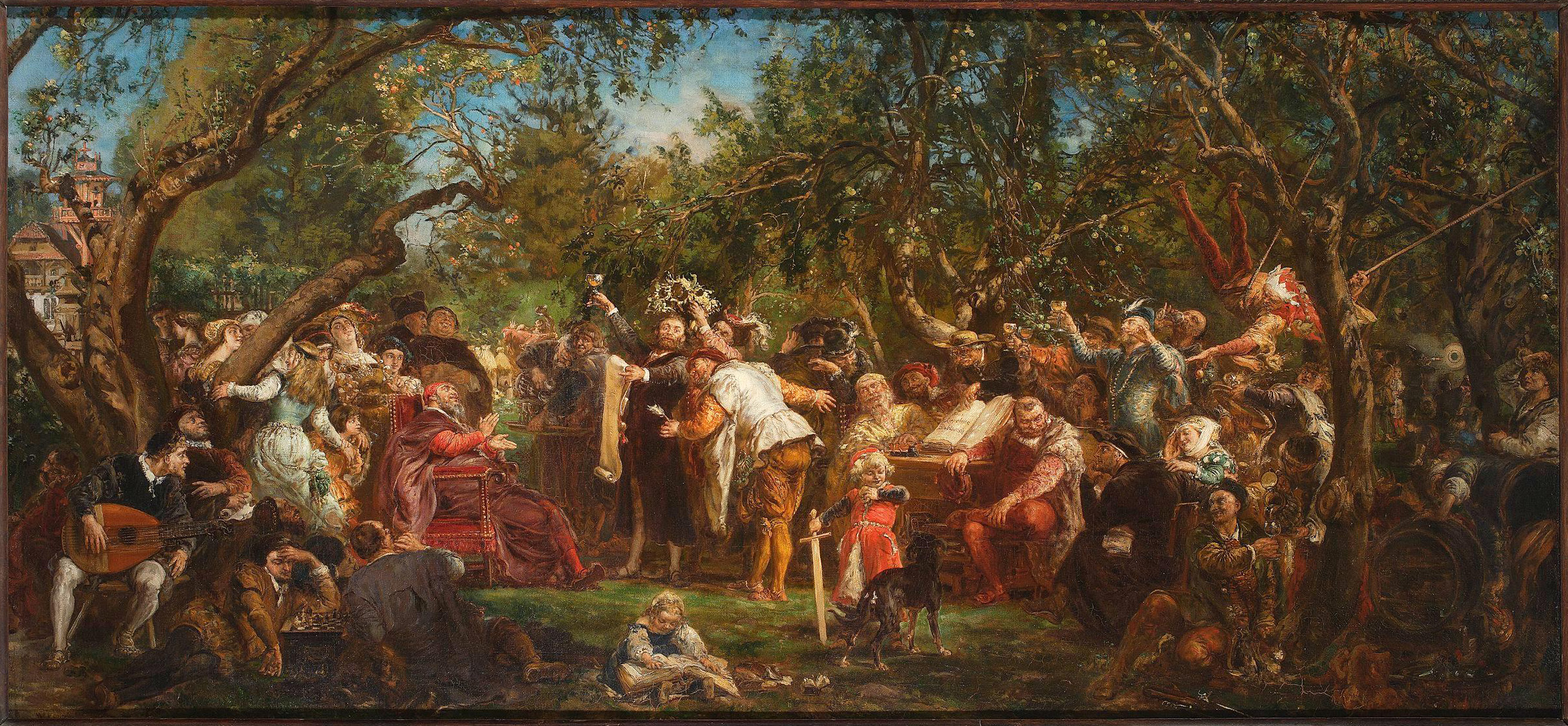
Jan Matejko Rzeczpospolita Babińska, 1881, Muzeum Narodowe w Warszawie, na obrazie Stanisław Pszonka w koronie ze słoneczników, arcybiskup gnieźnieński Mikołaj Dzierzgowski siedzi w fotelu, poeta i sekretarz królewski Andrzej Trzecieski z piórem w ręku obok Pszonki, wojewoda lubelski Piotr Firlej siedzi przy stoliku, Andrzej Frycz Modrzewski siedzi obok Firleja, Piotr Kaszowski w słomianym kapeluszu, Mikołaj Rej wsparty o stolik, ksiądz i pisarz Stanisław Orzechowski rozmawia z Rejem, jego żona Magdalena Chełmska huśta się obok, lutnista królewski Valentin Bakfark i lekarz-filozof Sebastian Petrycy siedzą na lewo pod drzewem, Jan Kochanowski z kronikarzem Marcinem Bielskim grają w szachy, heraldyk Bartosz Paprocki siedzi roześmiany za grającymi w szachy, ze wzniesionymi kielichami stoją magnaci: Jan Łaski, Mikołaj Oleśnicki i stolnik sandomierski Stanisław Lupa Podlodowski

Piotr Firlej herbu Lewart (zm. 1619) – wojewoda lubelski, starosta parczewski, kasztelan zawichojski (1609), kasztelan biecki (1613), kasztelan wojnicki (1614).
Spór majątkowy pomiędzy nim, a Janem Skotnickim o Zamek kamieniecki w Odrzykoniu był pierwowzorem sporu przedstawionego w komedii Aleksandra Fredry Zemsta.
Uwieczniony na obrazie Jana Matejki pt. Rzeczpospolita Babińska.

## Życiorys
Wychowany przez ojca na kalwinistę. Studiował w Altdorfie w 1577 roku, Lipsku w 1579 roku, w 1581 wyjechał na studia do Padwy. Według Niesieckiego podczas pobytu w Rzymie przeszedł na katolicyzm, chociaż według innych źródeł nastąpiło to po 1606 roku.
Po powrocie do kraju posłował na sejmy. Poseł na sejm 1590 roku z województwa lubelskiego. Poseł na sejmy 1593 i 1597 roku. Służył wojskowo, brał m.in. udział w wyprawie mołdawskiej Jana Zamoyskiego w 1600, a w 1602 w wojnie w Inflantach. Powierzono mu wówczas misję obrony w Rydze współpracownika Zamoyskiego, Dawida Hilchena, wmieszanego w rozgrywki polityczne w mieście i zagrożonego więzieniem.
W 1609 został kasztelanem zawichojskim, w 1613 bieckim, w 1614 wojnickim, wreszcie wojewodą lubelskim w 1617. Dzierżył również starostwo parczewskie.
W 1613 roku wyznaczony został senatorem rezydentem.

## Życie prywatne
Jego dziadkiem był Piotr Firlej (zm. 1553) – wojewoda ruski.
Syn Jana Firleja (ok. 1521-1574), marszałka wielkiego koronnego i Zofii Boner herbu własnego (zm. 1563). Brat Jana, Mikołaja, Andrzeja i Henryka (tego ostatniego przyrodni).
Żonaty przed 1599 z Jadwigą Firlej z d. Włodek herbu Prawdzic, dla której ufundował nagrobek w kościele Franciszkanów w Krośnie.
Miał z nią czterech synów:
- ks. Jana Firleja,
- Stanisława (1600-1634),
- Piotra (1601-1649) – kasztelana kamienieckiego (1649), starostę trembowelskiego i buczniowskiego – męża Agnieszki Bal, który miał syna Mikołaja Firleja (zm. 1649) – rotmistrza królewskiego i córki; Urszulę Firlej, Zofię Firlej (żonę Stanisława Żegockiego), Konstancję Firlej, i Joannę Frilej.
- Mikołaja – męża Zofii Skotnickiej (ur. 1603, zm. 1684 w Krakowie, której nagrobek jest w Krośnieńskiej Farze) – ojca, m.in. Jan Firleja (zm. po 1701 r.) – kasztelana sanockiego (1696) i księdza Henryka Mikołaja Firleja (zm. 1707) – sekretarza królewskiego, kanonika łuckiego i krakowskiego.

a także dwie córki:
- Zofię (zm. przed 1642 r.), wydaną (w 1622 r.) za gen. Mikołaja Potockiego (1593-1651) – hetmana, i
- Eufrozynę (zm. 1609), wydaną za Pawła Lasockiego.